# Municipio de Stanton (condado de Miami)
El municipio de Stanton (en inglés: Stanton Township) es un municipio ubicado en el condado de Miami en el estado estadounidense de Kansas. En el año 2010 tenía una población de 843 habitantes y una densidad poblacional de 8,1 personas por km².

## Geografía
El municipio de Stanton se encuentra ubicado en las coordenadas 38°34′10″N 94°59′58″O / 38.56944, -94.99944. Según la Oficina del Censo de los Estados Unidos, el municipio tiene una superficie total de 104.02 km², de la cual 102,95 km² corresponden a tierra firme y (1,02 %) 1,06 km² es agua.

## Demografía
Según el censo de 2010, había 843 personas residiendo en el municipio de Stanton. La densidad de población era de 8,1 hab./km². De los 843 habitantes, el municipio de Stanton estaba compuesto por el 97,15 % blancos, el 0,24 % eran afroamericanos, el 0,95 % eran amerindios, el 0,12 % eran asiáticos y el 1,54 % eran de una mezcla de razas. Del total de la población el 1,66 % eran hispanos o latinos de cualquier raza.